# Institut für berufliche Aus- und Weiterbildung
Das Institut für berufliche Aus- und Weiterbildung, kurz IBAW, ist eine Aus- und Weiterbildungsinstitution mit Studiengängen der Höheren Fachschule und Hauptsitz in Luzern. Die Schule wurde 2017 gegründet und bietet Aus- und Weiterbildungen für Privatpersonen, Firmen und Institutionen an, vorwiegend in den Bereichen Höhere Berufsbildung, ICT-Services, Wirtschaft, digitale Transformation und Erwachsenenbildung.

## Geschichte
Das IBAW gehörte bis Ende 2021 zur Genossenschaft Migros Luzern und wurde im Januar 2022 in die Miduca AG überführt, eine Gesellschaft der Migros-Gruppe. Seit 2018 unterstützt ein Beirat das IBAW in strategischen Fragen. Der Beirat besteht aus acht Mitgliedern aus Wirtschaft und Wissenschaft, diese werden von der Institutsleitung jeweils für zwei Jahre gewählt. Der Beirat bestrebt den Austausch mit externen Akteuren und setzt sich über die Institutsgrenzen hinaus für die konsequente Umsetzung des dualen Bildungs-Systems ein und engagiert sich gegen den Fachkräftemangel in der Schweiz.
Das IBAW ist an mehreren Standorten in der Deutsch- und Westschweiz vertreten.

## Aus- und Weiterbildungen
Das IBAW bietet über 90 verschiedene Aus- und Weiterbildungen in den drei Bereichen Wirtschaft, Informatik und Ausbildung der Ausbildenden an:

### Studiengänge Wirtschaft
- Dipl. Betriebswirtschafter HF
- Führungsausbildungen
- Agile Leadership Level D
- Teamleiter*in
- HR-Assistent*in mit Zertifikat HRSE
- Projektmanagement IPMA Level D
- ITIL 4 Foundation
- Handelsschule mit Diplom/ECDL Base
- Detailhandelsspezialist*in mit eidg. Fachausweis
- Secrétaire médical-e avec diplôme

### Studiengänge Informatik
- KI Professional
- Data Science NDK HF
- Dipl. Wirtschaftsinformatiker HF
- Wirtschaftsinformatiker mit eidg. Fachausweis
- Informatiker*in (System- und Netzwerktechnik) mit eidg. Fachausweis
- Digital Collaboration Specialist mit eidg. Fachausweis
- Master in Web Engineering
- Web Designer NDK HF
- Web Developer NDK HF
- Web Engineer NDK HF
- ICT Desktop Technician
- ICT Network Supporter
- ECDL Base
- ECDL Expert
- Desktop Publisher mit Zertifikat VSD

### Studiengänge Ausbildung der Ausbildenden
- SVEB Zertifikat Ausbilder*in
- SVEB Zertifikat Ausbilder*in Sprachen
- Ausbilder*in mit eidg. Fachausweis